# 작은땃쥐
작은땃쥐 또는 아시아작은땃쥐, 아시아흰이땃쥐(Crocidura shantungensis)는 땃쥐과에 속하는 포유류의 일종이다. 중국과 한국 등에 분포한다.

## 같이 보기
- 한국의 포유동물